# Toksydrom

Schemat diagnostyczny najczęstszych toksydromów

Toksydrom (zbitka słów "toksyczny" i "syndrom") – jest to zespół objawów klinicznych, charakterystyczny dla zatrucia pewną grupą trucizn. Termin ten po raz pierwszy został użyty przez Mofensona i Greenshera w roku 1970. Często jest skutkiem nadużycia narkotyków lub leków. 
Bardzo często u pacjentów występują zespoły mieszane.

## Przykłady
| Objawy toksydromu                          | Ciśnienie krwi | Tętno  | Liczba oddechów | Temperatura | Szerokość źrenic | Szmery jelitowe | Obfite poty |
| ------------------------------------------ | -------------- | ------ | --------------- | ----------- | ---------------- | --------------- | ----------- |
| antycholinergicznego                       | ~              | wzrost | ~               | wzrost      | szerokie         | ciche           | spadek      |
| cholinergicznego                           | ~              | ~      | ~               | ~           | wąskie           | głośne          | wzrost      |
| halucynogennego (substancje psychoaktywne) | wzrost         | wzrost | wzrost          | ~           | szerokie         | głośne          | ~           |
| sympatykomimetycznego                      | wzrost         | wzrost | wzrost          | wzrost      | szerokie         | głośne          | wzrost      |
| uspokajająco-nasennego                     | spadek         | spadek | spadek          | spadek      | ~                | ciche           | spadek      |

Do częstych toksydromów zalicza się również:
- Toksydrom opioidowy[5][6]
- Toksydrom odstawienny alkoholu i leków uspokajająco-nasennych.
- Toksydrom odstawienny opioidowy
- Zespół serotoninowy[7]

## Antycholinergiczny
Objawy toksydromu antycholinergicznego obejmują rozmycie obrazu, ściszone szmery jelitowe, majaczenia, suchość skóry, gorączkę, zaczerwienienie skóry, halucynacje, niedrożność jelit, utratę pamięci, rozszerzenie źrenic, mioklonie, zatrzymanie moczu, psychozę, drgawki, śpiączkę, nadciśnienie, hipertermię i tachykardię. Substancjami mogącymi wywołać ten toksydrom są leki przeciwhistaminowe, przeciwpsychotyczne, antydepresanty, leki przeciwparkinsonowskie, atropina, bieluń i skopolamina.

## Cholinergiczny
Objawy toksydromu cholinergicznego obejmują śluzotok oskrzelowy, splątanie, biegunkę, wymioty, łzawienie, miozę, drżenia pęczkowe, ślinotok, drgawki, wzmożone oddawanie moczu i osłabienie. Powikłaniami są bradykardia, hipotermia i tachypnoe. Czynnikami odpowiedzialnymi za ten rodzaj zatruć są karbaminiany, grzyby i związki fosforoorganiczne.

## Halucynogenny
Objawami toksydromu halucynogennego są wzmożone szmery jelitowe, mydriasis, oczopląs, hipertermia, nadciśnienie, tachykardia, tachypnoe, dezorientacja, synestezja, halucynacje, dysforia, panika i drgawki. Substancjami mogącymi wywołać ten toksydrom są fencyklidyna, LSD, meskalina, ketamina.

## Opioidowy
Objawami przedawkowania opioidów jest klasyczna triada obejmująca śpiączkę, szpilkowate źrenice i niewydolność oddechową, jak również odmienne stany świadomości, wstrząs, obrzęk płuc, osłupienie, porażenie perystaltyki jelit, zatrzymanie moczu, nudności, wymioty, bladość skóry, zawroty głowy, bradykardię, hipotensję i hipotermię.

## Uspokajająco-nasenny
Objawami tego zespołu są: ataksja, zaburzenia widzenia, dezorientacja, majaczenia, zaburzenia funkcji OUN, podwójne widzenie, dysestezje, halucynacje, oczopląs, parestezje, sedacja, bełkotliwa mowa, śpiączka, stupor, bezdech. Ten toksydrom wywołać mogą leki przeciwpadaczkowe, barbiturany, benzodiazepiny, etanol, kwas 4-hydroksybutanowy, metakwalon. Dwie ostatnie substancje mogą dodatkowo wywołać drgawki.

## Sympatykomimetyczny
Objawami tego zespołu jest lęk, urojenia, nadmierna potliwość, wzmożenie odruchów, mydriasis, paranoja, piloerekcja i drgawki, nadciśnienie, tachykardia. Wywołać go mogą: kokaina, amfetamina, efedryna, metamfetamina, fenylopropanolamina, pseudoefedryna, salbutamol. Toksydrom sympatykomimetyczny jest bardzo podobny do toksydromu antycholinergicznego, odróżnia go tylko wzmożony szmer jelitowy i zwiększona potliwość.